# Irving Fine
Irving Gifford Fine (* 3. Dezember 1914 in Boston, Massachusetts; † 23. August 1962 ebenda) war ein US-amerikanischer Komponist.
Fine studierte an der Harvard University bei Edward Burlingame Hill, Walter Piston und Sergei Alexandrowitsch Kussewizki und von 1938 bis 1939 in Paris bei Nadia Boulanger. Von 1945 bis 1950 wirkte er als Assistent Professor an der Harvard University, danach unterrichtete er an der Brandeis University, wo er 1954 Professor wurde.
Er komponierte eine Sinfonie, eine Orchestersuite, ein Lamento für Streichorchester, kammermusikalische Werke, Chöre und Lieder.

## Werke
- Alice in Wonderland, drei Stücke für SSA, 1942
- The Choral New Yorker, Kantate, 1944
- Fantasia für Streichtrio, 1946
- Violinsonate, 1946
- Music for Piano, 1947
- Toccata Concertante für Orchester, 1948
- Partita für Bläserquintett, 1948
- The Hour-glass, sechs Stücke a cappella für SATB, 1949
- McCord’s Menagerie, vier Stücke a cappella für TBB
- Streichquartett, 1952
- Mutability, sechs Lieder für Mezzosopran und Klavier, 1952
- Serious Song and Lament für Streichorchester, 1955
- Childhood fables for grownups, sechs Lieder für mittlere Stimme und Klavier nach Texten von Gertrude Norman, 1955
- Diversion für Orchester, 1960
- Romanza für Bläserquintett, 1961
- Sinfonie, 1962
- Maggie, Musical nach Stephen Crane, 1962 (unvollendet)

| Personendaten    | Personendaten               |
| ---------------- | --------------------------- |
| NAME             | Fine, Irving                |
| ALTERNATIVNAMEN  | Fine, Irving Gifford        |
| KURZBESCHREIBUNG | US-amerikanischer Komponist |
| GEBURTSDATUM     | 3. Dezember 1914            |
| GEBURTSORT       | Boston, Massachusetts       |
| STERBEDATUM      | 23. August 1962             |
| STERBEORT        | Boston, Massachusetts       |